# Сент-Круа-ан-Плен
Сент-Круа́-ан-Плен (фр. Sainte-Croix-en-Plaine) — коммуна на северо-востоке Франции в регионе Гранд-Эст (бывший Эльзас — Шампань — Арденны — Лотарингия), департамент Верхний Рейн, округ Кольмар — Рибовилле, кантон Кольмар-2. До марта 2015 года коммуна административно входила в состав упразднённого кантона Кольмар-Сюд (округ Кольмар).
Площадь коммуны — 25,77 км², население — 2493 человека (2006) с тенденцией к росту: 2794 человека (2012), плотность населения — 108,4 чел/км².

## Население
Численность населения коммуны в 2011 году составляла 2777 человек, а в 2012 году — 2794 человека.
| 1962 | 1968 | 1975 | 1982 | 1990 | 1999 | 2004 | 2006 | 2008 | 2011 | 2012 |
| ---- | ---- | ---- | ---- | ---- | ---- | ---- | ---- | ---- | ---- | ---- |
| 1354 | 1502 | 2014 | 1933 | 1895 | 2121 | 2362 | 2493 | 2606 | 2777 | 2794 |

Динамика населения:

## Экономика
В 2010 году из 1742 человек трудоспособного возраста (от 15 до 64 лет) 1360 были экономически активными, 382 — неактивными (показатель активности 78,1 %, в 1999 году — 72,6 %). Из 1360 активных трудоспособных жителей работали 1279 человек (675 мужчин и 604 женщины), 81 числились безработными (31 мужчина и 50 женщин). Среди 382 трудоспособных неактивных граждан 118 были учениками либо студентами, 187 — пенсионерами, а ещё 77 — были неактивны в силу других причин.
На протяжении 2011 года в коммуне числилось 1074 облагаемых налогом домохозяйства, в которых проживало 2747,5 человек. При этом медиана доходов составила 23567 евро на одного налогоплательщика.

## Достопримечательности (фотогалерея)

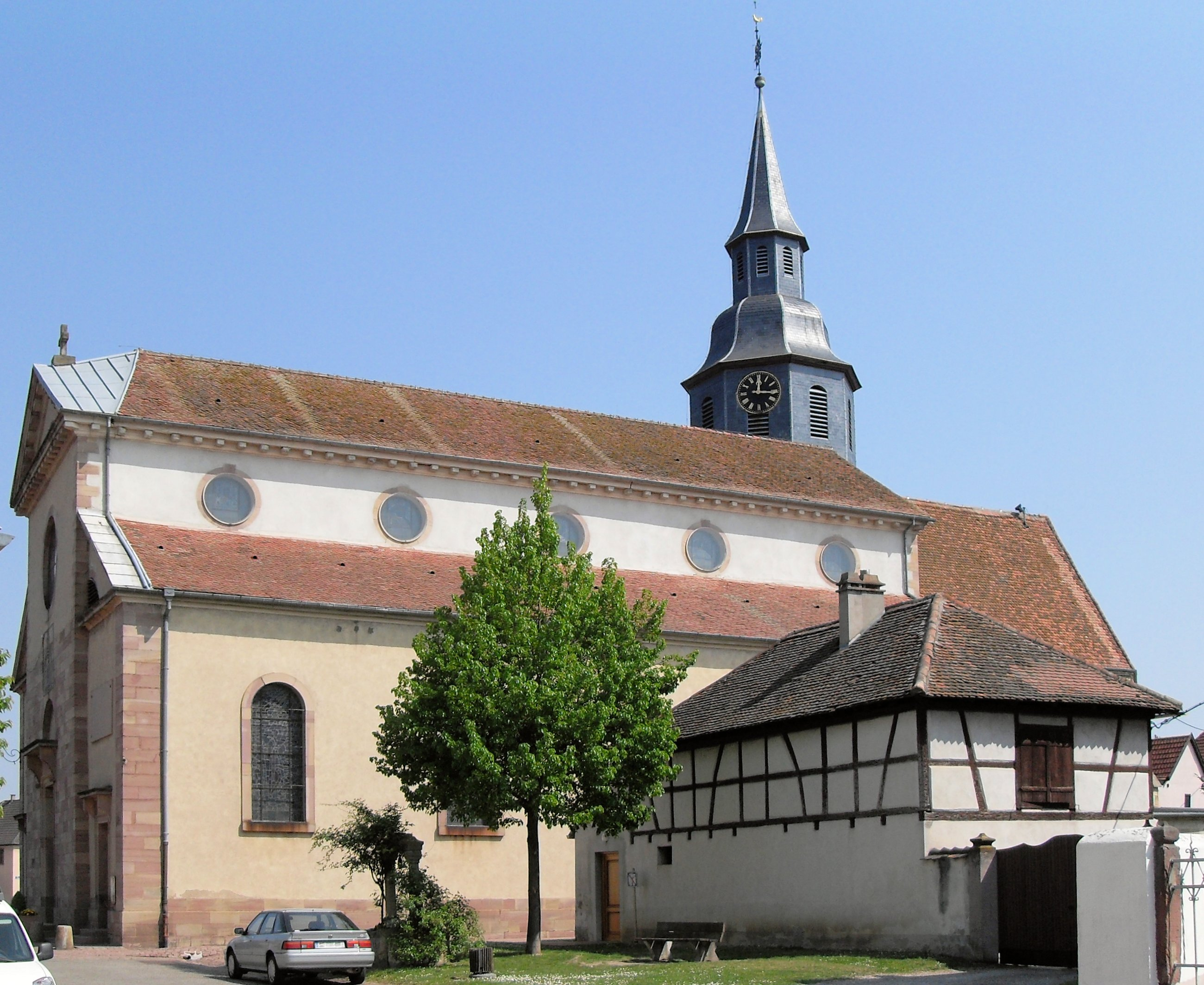
Церковь Святого Бартоломея
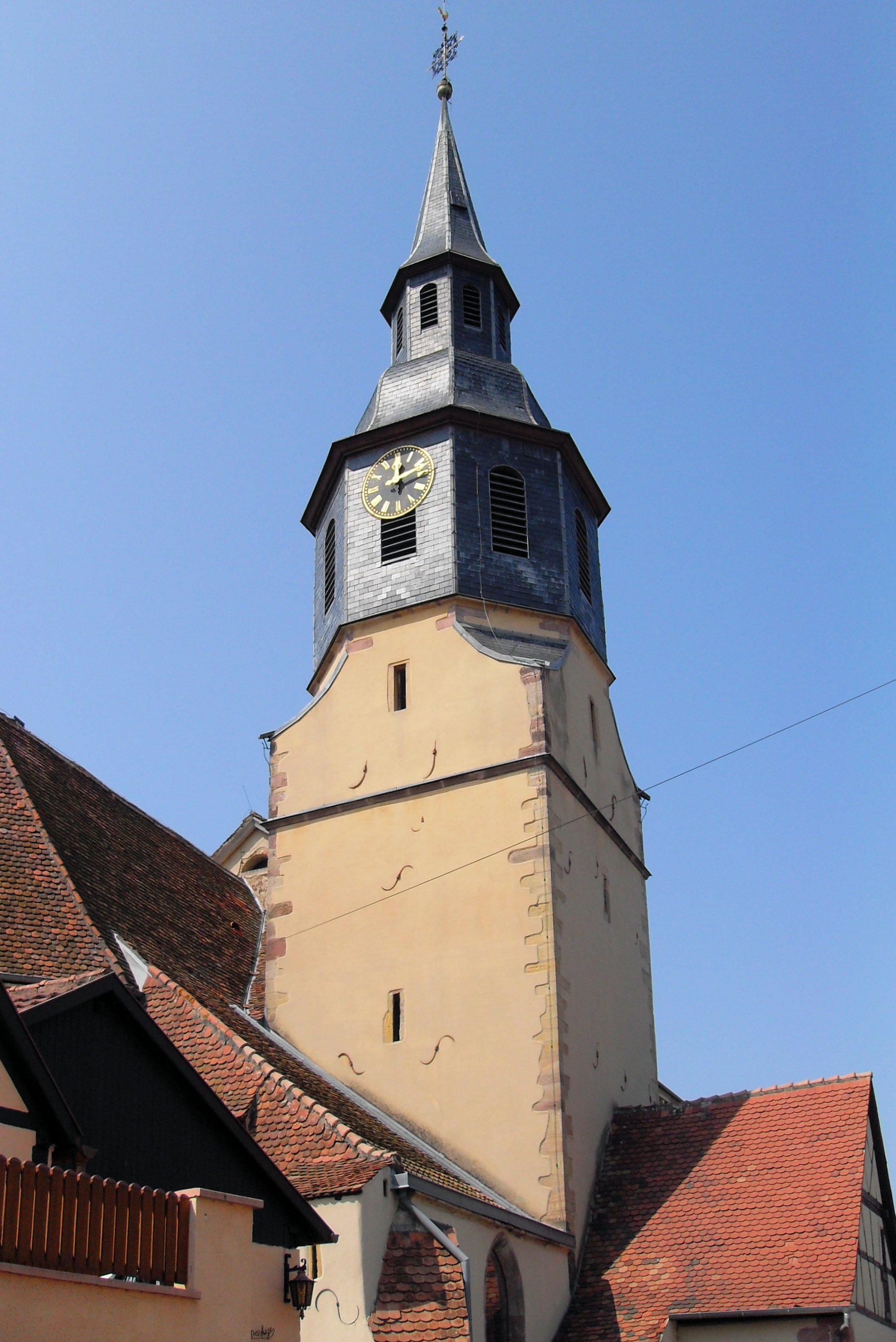
Колокольня
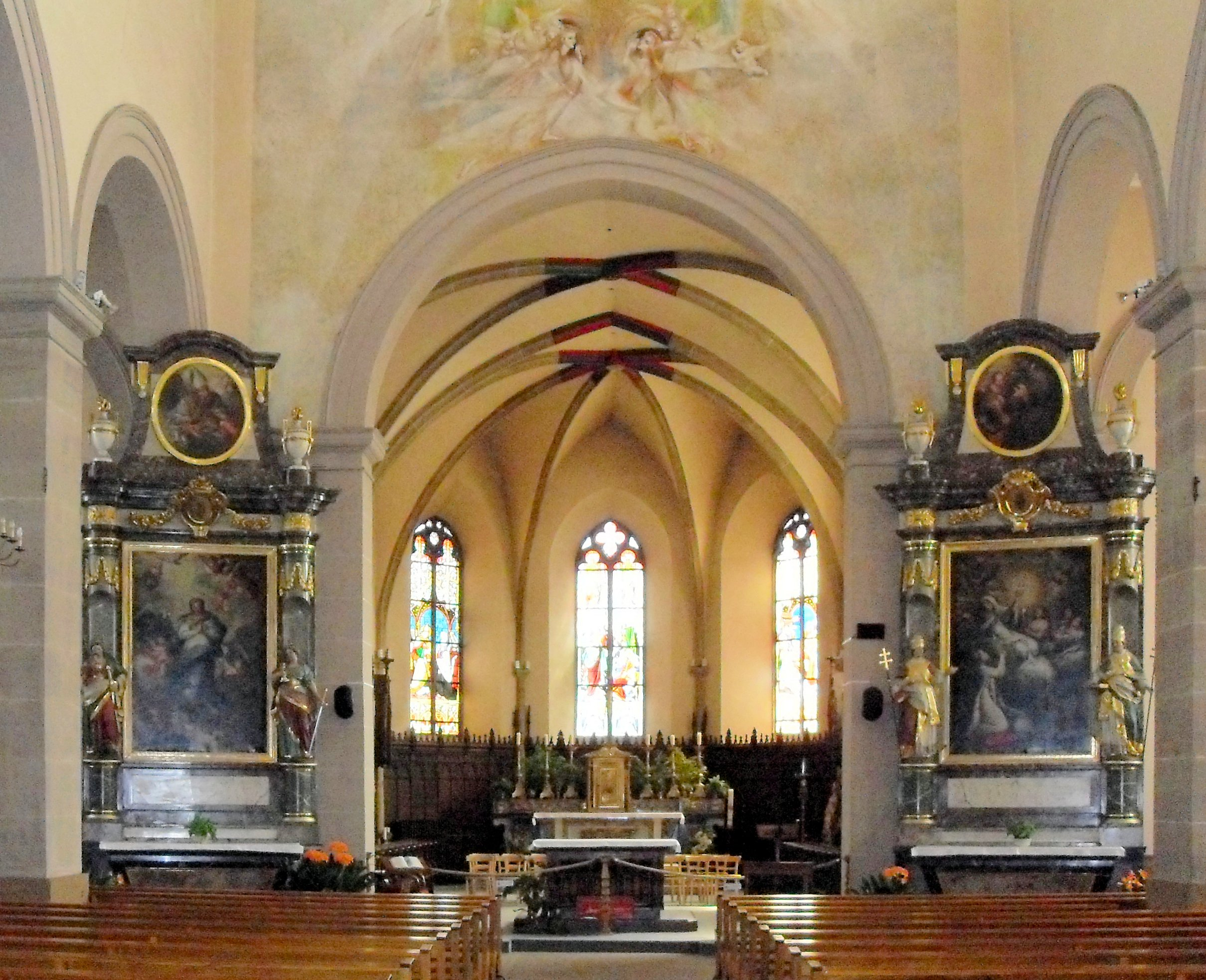
Интерьер
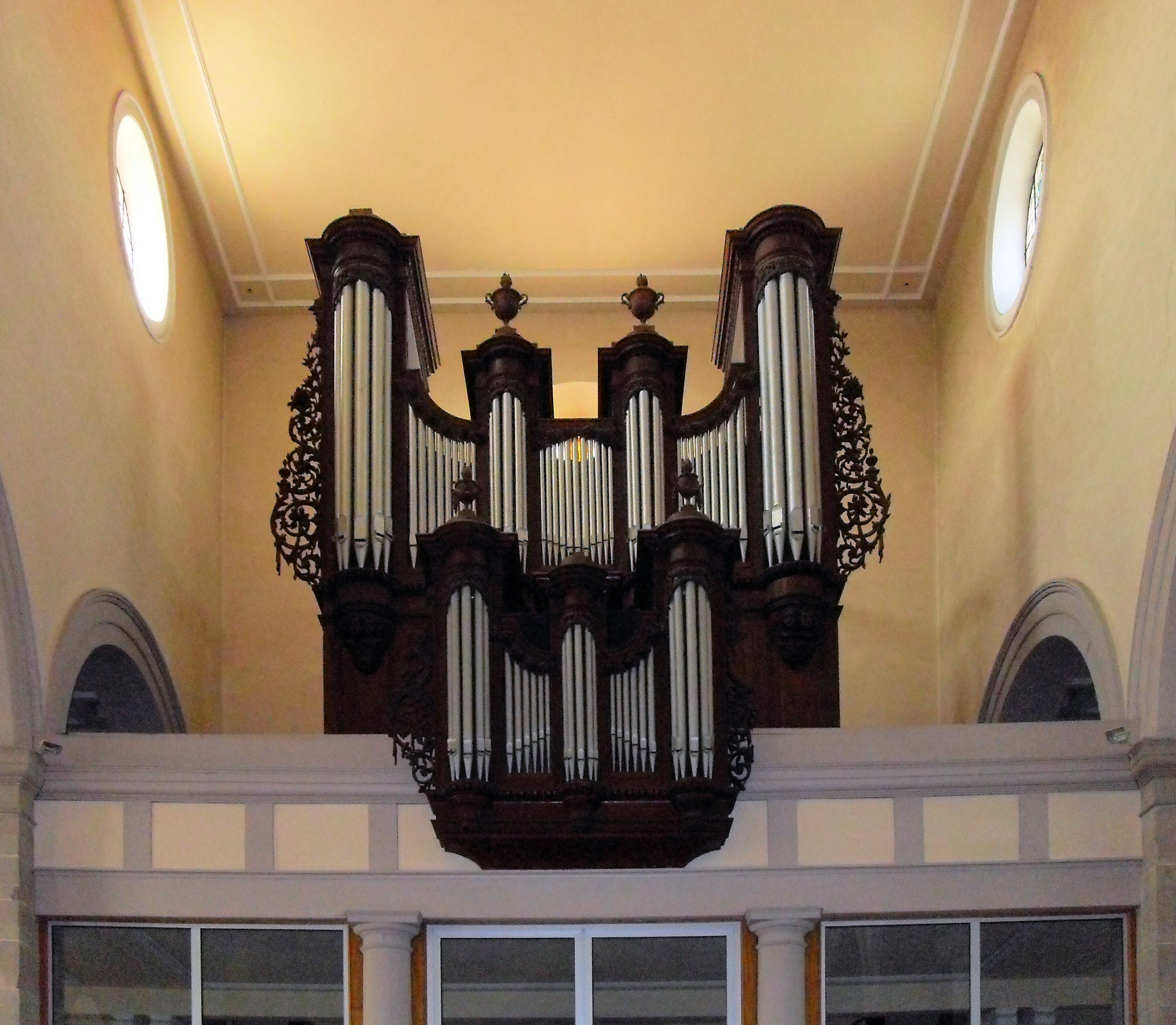
Орга́н